# Jepat Lor
Jepat Lor is een bestuurslaag in het regentschap Pati van de provincie Midden-Java, Indonesië. Jepat Lor telt 3651 inwoners (volkstelling 2010).